# Pachystethus viduus
Pachystethus viduus är en skalbaggsart som beskrevs av Newman 1838. Pachystethus viduus ingår i släktet Pachystethus och familjen Rutelidae. Utöver nominatformen finns också underarten P. v. crassesculpta.